# Ungaria de Nord
Ungaria de Nord (maghiară Észak-Magyarország) este o regiune a Ungariei. Reședința regiunii este orașul Miskolc.